# جاستين ميلر
جاستين ميلر (بالإنجليزية: Justin Miller)‏ (16 ديسمبر 1980 بجوهانسبرغ في جنوب أفريقيا - ) هو لاعب كرة قدم جنوب أفريقي في مركز الدفاع. لعب مع إيبسويتش تاون وبورت فايل وبيدفيست ويتس وروشدين ودايموندز ونادي ليتون أورينت ونادي تشيلمسفورد وبري تاون.

## وصلات خارجية
- جاستين ميلر على موقع قاعدة بيانات كرة القدم.إي يو (الإنجليزية)
- جاستين ميلر على موقع Soccerbase.com (لاعب) (الإنجليزية)
- جاستين ميلر على موقع Soccerway.com (الإنجليزية)